# Конан (телесеріал)
Конан (англ. Conan) — американський пригодницький фентезійний телевізійний телесеріал. Продюсував його Макс А. Келлер і Мішлін Келлер з 1997 по 1998 рік, за мотивами творів Роберта Говарда про Конана-варвара. Прем'єра телешоу відбулася 22 вересня 1997 року. Серіал поширився по багатьох країнах світу, їх число більше 150.

## Сюжет
Всемогутній чаклун, великий Хісса Зул тримає батьківщину Конана — Кіммерію під залізним правлінням і контролює ці землі за допомогою магії, вивертів і загроз. Він несе відповідальність за смерть батьків Конана, і він знову і знову стає головним ворогом, якому навряд чи можна перешкодити. Конан і армія воїнів повстають і борються, щоб звільнити Кіммерію від демонічного тирана і його поплічників. У своїх подорожах Конан буде битися з жорстокими міфічними істотами, що бродять по землі. Герой був обраний богом Кромом для боротьби зі злом, а також Кром повідомив йому, що йому судилося стати королем.
Конан хоче помститися Хісса Зулу (у всіх епізодах ворог грає головну роль, а також має слугу, череп з здібностями ясновидіння), який постійно прагне вбити героя. Зброя, яку використовує чаклун, — це, мабуть, нескінченна орда воїнів, а також васальні чарівники і принци під контролем Хісса Зула.

## Список епізодів
01.Серце слона,частина 1
02.Серце слона,частина 2
03.Лігво звіролюдей
04.Пряма спадкоємиця
05.Облога Аль Сон-Бара
06.Друг у біді
07.Рубіновий ліс
08.Три незаймані
09.Лабіринт
10.Викуп
11.Амазонка
12.Тіні смерті
13.Повернення додому
14.Самозванець
15.Прокляття Афки
16.Приборкання
17.Кришталева стріла
18.Дитина
19.Руда Соня
20.Печера
21.Протиотрута
22.Смертельні чарівники

## У ролях
Ральф Меллер — Конан
Денні Вудберн — Отлі
Роберт МакРей — Зебен
Елі Данн - Карелла(2,8,12,15,17-18,21-22)
Джеремі Кемп - Хісса Зул(1-11,14-18,20-22)
Артур Бургхардт - череп,що розмовляє(тільки в 1-3 і 5 епізодах)
Ендрю Крейг - Вулкар(тільки в 1-4 епізодах)
А. С. Кварт-Хадошт - череп,що розмовляє(4,6-11,15-18,20-22)
Т. Дж. Сторм - Баю(з 5 епізоду)

## Інші персонажі
Ендрю Дівофф - Горот,генерал (1-2)
Міккі Руні - Гоуб(1)
Едвард Альберт - Дор(1-2)
Річард Бертон - Кром,бог(образ)(1)
Джеймс Гаретт - Кром,бог(голос)(1)
Сінді Марголіс - служниця Хісса Зула(1)
Кім Келлі - Таміра(1-2)
Стів Матілла - Яра,чаклун(1-2)
Джоді Рассел - Аралі(3)
Бред Гринквіст - Кіорд(3)
Майкл Бейлі Сміт - Горкі,звіролюдина(3)
Елізабет Гранлі - Дара(3)
Райан «Ріно» Майклз - рабовласник(3)
Аманда Вілмсхесрт - Тамбал(4)
Дін Тарроллі - Актел,чаклун(4)
Катрін Ніколсон - відьма(4)
Сідні Колі - Айна(4)
Марієт Хартлі - Віта,королева(4)
Девід Джин-Томас - генерал(5)
Садра Елліс Лефферті - акушерка(5)
Про Ле Мет - лідер селян(5)
Дон Раденбау - Ра-Шин,гігантська медуза,що прийняла вигляд дівчини(5)
Маттіас Хьюз - Саван(6)
Кеті Барбері - верховна жриця(6)
Сем Дж. Джонс - Норр,генерал (7)
Тайм Вінтерс - Елдон(7)
Елі Ландрі Монтеверде - Рейна(7)
Джейкоб Чейз - Ді-ан (7)
Сандра Рамірес - Лу-Кі(7)
Івонна Копач - Регала(8)
Брук Бернс - Хірт(8)
Кріста Солс - Тікль(8)
Джиммі Ф. Скеггз - Бадаї,чаклун(8)
Лу Ферріньо - Мог(8)
Сюзанн Хант - Ксаната,богиня(8)
Ісела Вега - стара відьма(8)
Інес Соса - коханка(8)
Арабелла Хольцбог - Салеа(9)
Скотт Еберлейн - Барр(9)
Джолі Джеканус - Клу(9)
Евелін Йоколано - Самма(9)
Джек Доннер - сліпий(9)
Майкл Ентоні Холл - Іта(9)
Луїс Лемус - четвертий викрадач(9)
Джон Деміта - Урсат(10)
Ерік Д. Стейнберг - Гарт(10)
Джинн Чінн - Адрайна(10)
Марі Читхем - Янтона,відьма(10)
Браян Казінс - Прада(11)
Жаклін Коллен - Аура(11)
Скотт Лінкольн - капітан(11)
Стів Сакс - солдат(11)
Шейн Хоулс - слідчий(11)
Кевін П. Стілвелл - Сергіс(12)
Бретт Міллер - Куллербус(12)
Джеймісон Джонс - Кармус,бог(12)
Хосе Ескандон-Моргот,генерал(12)
Леслі Монтальво - дочка Кармуса,богиня (12)
Майкл Уорт - Дрекк(13)
Фаун Рід - Лукар(13)
Девід Амос - Сенн,лорд(13)
Марі Морроу - Серетт(13)
Ларрі Джошуа - Елба(13)
Кіемі Девел - Кіта(13)
Джозеф Рай - Івад,чаклун(14)
Рене Грем - Іга(14)
Мойра Пітерс - Джора(14)
Роберт Котечки - лейтенант(14)
Ліді Денье - Катрін(15)
Ентоні Де Лонгіс - Шадізар,принц(15)
Енн Френсіс - Гагул,чаклунка(15)
Ентоні Накарто - Локі(15)
Едуардо Ідуньяте - циган(15)
Анхель Де Ла Пенья - бармен(15,18)
Абель Касільяс - солдат Хісса Зула(15)
Патрік Ламбке - Ящір(16)
Джулі Ст.  Клер - Хана,принцеса (16)
Ксав'є Де Кліє - Тамул,принц(16)
Жустіна Вейл - Зотана(17)
Синтія Мейсон - Горетта(17)
П'єр Дю Лат - Хартан,чарівник(17)
Джек Гвіллім - Райкон Пол(17)
Клодетт Мінк - Лиса(18)
Мікі Коттрелл - Мірімейн(18)
Дерон Макбі - Сінджін(18)
Анджеліка Бріджес - Руда Соня(19)
Кікі Шепард - Бару(19)
Верона Пут~Тарр (19)
Марк Райан - бармен(19)
Біллі Періш - Лютай,чарівник(19)
Скотт Макдональд - генерал Вога(19)
Емі Бухвальд - селянка-войовниця(19)
Роберт Калп - Вог,король(19)
Джо Лара - Камікон(20)
Гарі Каспер - Дугон(21)
Джимммі Ф. Скаггс - Ківар(21)
Скотт Ріплі - Джеро,король,чаклун (22)
Майкл Берріман - Пенор II,король,чаклун (22)
Девід Джин-Томас - Норбу,імператор,чаклун (22)
Роберт Паттері - Едзімір Зул,капітан(22)